# Jerome Powell
Jerome Powell (ur. 4 lutego 1953 w Waszyngtonie) – od 5 lutego 2018 przewodniczący Rady Gubernatorów Systemu Rezerwy Federalnej. Członek Rady Gubernatorów od 25 maja 2012 roku. W latach 1990–1993, w okresie rządów prezydenta George’a H.W. Busha, podsekretarz stanu w Departamencie Skarbu Stanów Zjednoczonych.
W 1975 roku ukończył studia na Uniwersytecie w Princeton, następnie studiował prawo na Uniwersytecie Georgetown. Przed dołączeniem do gabinetu George’a H.W. Busha pracował w bankach inwestycyjnych w Nowym Jorku.
Prezydent Donald Trump ogłosił decyzję o powołaniu Powella na szefa Fed w listopadzie 2017 roku. W styczniu 2018 nominacja została zatwierdzona przez Senat Stanów Zjednoczonych. Kandydatura zyskała poparcie zarówno Demokratów, jak i Republikanów.

## Życiorys

### Wykształcenie
Jerome Powell urodził się jako syn Patricii (z domu Hayden) i Jerome’a Powella, prawnika. Jego dziadek ze strony matki, James J. Hayden, był dziekanem wydziału prawa Katolickiego Uniwersytetu Ameryki.
W 1971 roku Powell ukończył szkołę średnią Georgetown Preparatory School. W 1975 roku uzyskał tytuł Bachelor of Arts z nauk politycznych na Uniwersytecie Princeton. W latach 1975–1976 pracował jako asystent senatora Richarda Schweikera z Pensylwanii, który bez powodzenia ubiegał się o nominację na kandydata na wiceprezydenta u boku Ronalda Reagana.
W 1979 roku Powell uzyskał tytuł Juris Doctor na Uniwersytecie Georgetown.

### Kariera zawodowa
W 1979 roku Powell został zatrudniony w Nowym Jorku jako pracownik sędziego Ellswortha Van Graafeilanda z federalnego sądu apelacyjnego dla drugiego okręgu. W latach 1981–1983 pracował jako prawnik w kancelarii Davis Polk & Wardwell, a w latach 1983–1984 w kancelarii Werbel & McMillen. W okresie 1984–1990 był zatrudniony w banku inwestycyjnym Dillon, Read & Co., gdzie zajmował się finansowaniem, inwestycjami typu merchant banking oraz fuzjami i przejęciami, dochodząc do stanowiska wiceprezesa.
W latach 1990–1993 Powell pracował w Departamencie Skarbu Stanów Zjednoczonych, kiedy to Nicholas F. Brady, były szef Dillon, Read & Co., pełnił funkcję sekretarza skarbu.
W 1992 roku, z nominacji prezydenta George’a H. W. Busha, Powell objął stanowisko podsekretarza skarbu ds. finansów krajowych (Under Secretary of the Treasury for Domestic Finance). Podczas kadencji nadzorował m.in. śledztwo oraz nałożenie sankcji na firmę Salomon Brothers, po tym jak jeden z jej pracowników złożył fałszywe oferty na zakup obligacji skarbowych USA. Powell uczestniczył również w negocjacjach, które doprowadziły do mianowania Warrena Buffetta przewodniczącym Salomon Brothers.
Od 1993 roku Powell pracował jako dyrektor zarządzający w banku Bankers Trust, który znalazł się w trudnej sytuacji po tym, jak kilku klientów poniosło straty na transakcjach pochodnych, po czym Powell zrezygnował. Następnie powrócił do Dillon, Read & Co.
W latach 1997–2005 pracował dla banku inwestycyjnego Carlyle Group, gdzie założył i kierował działem przemysłowym w ramach funduszu Carlyle U.S. Buyout Fund.
W 2005 roku założył Severn Capital Partners, własny fundusz inwestycyjny. W 2008 roku został partnerem zarządzającym w Global Environment Fund, funduszu inwestującym w odnawialne źródła energii.
W latach 2010–2012 Powell był pracował w Bipartisan Policy Center, waszyngtońskim think tanku, gdzie pracował nad przekonaniem Kongresu USA do podniesienia limitu zadłużenia w czasie kryzysu zadłużeniowego w 2011 roku. Przedstawił potencjalne skutki niewypłacalności lub opóźnienia w podniesieniu limitu dla gospodarki i stóp procentowych. Pracował tam za symboliczne wynagrodzenie 1 dolara rocznie.

### Rada Gubernatorów Systemu Rezerwy Federalnej
W grudniu 2011 roku Powell został, wraz z Jeremym C. Steinem, nominowany przez prezydenta Baracka Obamę do Rady Gubernatorów Rezerwy Federalnej. Była to pierwsza nominacja członka partii opozycyjnej do prezydenta USA od 1988 roku.
Powell objął stanowisko 25 maja 2012 roku, wypełniając niewykorzystaną kadencję Frederica Mishkina, który ustąpił ze stanowiska. W styczniu 2014 roku został ponownie nominowany, a w czerwcu 2014 roku Senat USA zatwierdził jego czternastoletnią kadencję (do 31 stycznia 2028 roku).

### Przewodniczący Rezerwy Federalnej
W listopadzie 2017 roku prezydent Donald Trump mianował Powella przewodniczącym Systemu Rezerwy Federalnej. W styczniu 2018 roku został zatwierdzony przez Senat większością głosów 84 do 13.
Od października 2018 roku ówczesny prezydent wielokrotnie publicznie krytykował Powella i wzywał go do ustąpienia ze stanowiska, co Powell stanowczo odrzucał. W grudniu 2024 roku, mimo wcześniejszych konfliktów, Trump zadeklarował, że chce pozostawić Powella na stanowisku.
16 kwietnia 2025 roku, trzy miesiące po rozpoczęciu drugiej kadencji Trumpa, Powell wyraził sceptycyzm wobec sytuacji gospodarczej USA i rozpoczętej przez Trumpa "wojny celnej". Stwierdził, że zapowiedziane podwyżki ceł są większe, niż oczekiwano, a ich skutki – w postaci wyższej inflacji i wolniejszego wzrostu gospodarczego – będą znaczne. Trump następnego dnia napisał na swojej platformie „Truth Social”, że „zwolnienie Powella powinno nastąpić szybko”.
Druga kadencja Powella jako przewodniczącego Rezerwy Federalnej kończy się 15 maja 2026 roku, natomiast jego członkostwo w Radzie Gubernatorów trwa do 31 stycznia 2028 roku.

### Życie prywatne
W 1985 roku Powell poślubił Ellissę Leonard. Mają troje dzieci i mieszkają w Chevy Chase Village, w stanie Maryland. Jego majątek szacuje się na od ok. 50 milionów dolarów.

## Poglądy
Powell uchodzi za pragmatyka i technokratę, niezwiązanego ideologicznie z żadną szkołą ekonomiczną. Choć jest zarejestrowanym republikaninem, był nominowany zarówno przez republikańskich, jak i demokratycznych prezydentów. Opowiada się za niezależnością banku centralnego i ostrożną, stopniową polityką monetarną. W swoich publicznych wypowiedziach często podkreślał potrzebę stabilności finansowej, odpowiedzialności fiskalnej oraz umiarkowania w interwencji państwa.
Powell opowiada się za metodą stopniowego podnoszenia stóp procentowych podczas silnego wzrostu gospodarczego, jednocześnie nie wykluczając aktywnego luzowania polityki monetarnej w przypadku kryzysów, jak miało to miejsce w czasie pandemii COVID‑19. Bardzo ostrożnie podchodził także do kwestii ceł, wskazując że wpływy taryf mogą być krótkotrwałe, ale gdy będą się przedłużać, mogą wymagać interwencji Systemu Rezerwy Federalnej.
W regulacji sektora finansowego Powell wspiera umiarkowane reformy, które nie zagrażają stabilności rynków, zwłaszcza w przypadku średnich i małych instytucji. Poparł reformy po kryzysie 2008 roku, związane z kontrolą tzw. „too big to fail”.